# غريغ فاني
غريغ فاني (بالإنجليزية: Greg Vanney)‏ (مواليد 11 يونيو 1974 في ساوث بوسطون) لاعب كرة قدم أمريكي دولي يجيد اللعب في خط الدفاع . يلعب حاليا لصالح نادي أريزونا ساهواروز الأمريكي من سنة 2010 .

## روابط خارجية
- غريغ فاني على موقع الاتحاد الدولي (مؤرشف)  (الإنجليزية)
- غريغ فاني على موقع الدوري الأمريكي (الإنجليزية)
- غريغ فاني على موقع قاعدة بيانات كرة القدم.إي يو (الإنجليزية)
- غريغ فاني على موقع ناشيونال فوتبول تيمز (الإنجليزية)
- غريغ فاني على موقع عالم كرة القدم.نت (الإنجليزية)